# Garner, North Carolina
Garner är en kommun (town) i Wake County i North Carolina. Orten har fått sitt namn efter grundaren H.C. Garner. Vid 2010 års folkräkning hade Garner 25 745 invånare.